# Гергель Андрій Прокопович
Андрі́й Проко́пович Ге́ргель (нар. 1910 — пом. 1991) — радянський військовик часів Другої світової війни, заступник командира з політичної частини 199-го гвардійського стрілецького полку 67-ї гвардійської стрілецької дивізії (6-а гвардійська армія). Герой Радянського Союзу (1944).

## Життєпис
Народився 22 серпня 1910 року на хуторі Новопавлівка (нині — село Барвінківського району Харківської області) в родині службовця. Українець. Закінчив 7 класів школи і робітфак при Харківському інституті транспорту. Працював слюсарем на промислових підприємствах Ізюма і Харкова. Член КП(б)У з 1932 року.
У 1933 році обраний першим секретарем Миргородського РК ЛКСМУ Полтавської області. З 1935 року — інструктор, згодом — завідувач відділом пропаганди і агітації Миргородського РК КП(б)У. У 1937 році закінчив Курси командного складу.
До лав РСЧА призваний у 1941 році Куйбишевським РВК м. Куйбишева. Учасник німецько-радянської війни з липня 1941 року. Воював на Сталінградському, Воронезькому і 1-у Прибалтійському фронтах, перебував на посадах політпрацівників.
Особливо заступник командира з політичної частини 199-го гвардійського стрілецького полку 67-ї гвардійської стрілецької дивізії гвардії майор А. П. Гергель відзначився під час визволення Білорусі. 24 червня 1944 року він на чолі групи бійців під щільним вогнем супротивника форсував р. Західна Двина в районі села Буй Бешенковицького району Вітебської області. Під його керівництвом бійці 1-го і 3-го стрілецьких батальйонів полку відбили 12 контратак супротивника. У критичний момент бою підняв бійців, що залишились у живих, у рукопашну сутичку. Ворог був відкинутий, а плацдарм утримувався до підходу основних сил.
Наприкінці липня 1944 отримав важке поранення, внаслідок чого тривалий час лікувався у шпиталях. У травні 1945 року полковник А. П. Гергель вийшов у запас.
Був обраний головою виконкому Ізюмської міської ради, пропрацювавши на цій посаді протягом 5 років. У подальшому працював секретарем Коломацького і Валківського райкомів КПУ, парторгом Валківського територіального колгоспно-радгоспного виробничого управління, старшим економістом спеціалізованого тресту м'ясорадгоспів.
Обирався делегатом XVIII і XIX з'їздів КПУ, XXII з'їзду КПРС. У 1954—1963 роках обирався членом Харківського обкому КПУ.
Мешкав у Харкові, де й помер 24 грудня 1991 року. Похований на міському кладовищі № 13.

## Нагороди
Указом Президії Верховної Ради СРСР від 22 липня 1944 року «за зразкове виконання бойових завдань командування на фронті боротьби з німецькими загарбниками та виявлені при цьому відвагу і героїзм», гвардії майорові Гергелю Андрію Прокоповичу присвоєне звання Героя Радянського Союзу з врученням ордена Леніна і медалі «Золота Зірка» (№ 5292).
Нагороджений двома орденами Леніна, орденами Червоного Прапора, Вітчизняної війни 1-го ступеня, «Знак Пошани» і медалями.
Також нагороджений Почесною грамотою Президії Верховної Ради УРСР.